# Brian Sullivan (jégkorongozó, 1980)
Brian Sullivan (Marshfield, Massachusetts, 1980. június 27. –) amerikai profi jégkorongozó.

## Karrier
Komolyabb karrierjét a Northeastern University-n kezdte 1999–2000-ben. Az 1999-es NHL-drafton a Dallas Stars választotta ki a nyolcadik kör 243. helyén. Az egyetemen 2003-ig játszott. 2003–2004-ben a University of Massachusetts Bostonon játszott majd felkerült az AHL-be a Springfield Falconsba és a Lowell Lock Monstersbe. A két csapatban összesen kilenc mérkőzésen lépett jégre. 2004–2005-ben az ECHL-es Florida Everbladesban és a Trenton Titansban szerepelt végül a szezon végén visszavonult.